# Кенеургенч
Кенеургенч (на туркменски: Köneürgenç; на персийски: کهنه گرگانج) е град във вилает Дашогуз, Туркменистан близо до границата с Узбекистан. Населението му в днешно време е около 30 000 души.
Намира се на мястото на древната столица на Хорезъм, част от Ахеменидското царство. Жителите на града го напускат през XVIII век, за да основат ново селище. Развалините на старата част на Кенеургенч са включени в списъка на световното културно и природно наследство на ЮНЕСКО през 2005 г.

## История
Датата на основаване на Кенеургенч не е ясна, но археологическите находки от една от главните му крепости разкриват, че той вече е бил добре укрепен през 5 – 4 век пр.н.е. Едни от най-ранните сведения споменават, че Хорезъм е бил покорен от арабите през 712 г., а градът е преименуван на Гургандж. Той процъфтява между 10 и 14 век като столица на Хорезъм и като важен търговски възел, съревновавайки се по просперитет и население с много други централноазиатски градове, като например Бухара. Той допринася и с развиването на науката и културата в Централна Азия.
През 1221 г. Чингис хан разрушава града в хода на нашествието си в Централна Азия. Битката е описвана като една от най-кръвопролитните в историята. Въпреки опустошителната инвазия, градът е съживен и си възвръща предишния статут. През 14 век е описан от Ибн Батута като „най-големия, най-красивия и най-важния град на тюрките“. По това време в него се намират богати пазари, широки улици и голям брой сгради и потребителски стоки.
През 1373 г. Тимур напада Хорезъм, при което владетелят му Юсеф Суфи се предава. През 1379 г. Юсеф Суфи се вдига на бунт срещу Тимур, който разграбва Кенеургенч, а Юсеф Суфи е убит. През 1338 г. династията Суфи отново въстава срещу Тимур, но този път Тимур напълно унищожава Кенеургенч до основи и избива населението му. Напоителната система на града също е разрушена, а на мястото на града е засаден ечемик. На мястото на бившия град е оставена само една джамия. Това, заедно с внезапната промяна на течението на река Окс, представлява началото на упадъка на Кенеургенч до 16 век, когато губи статута си и на регионална столица в полза на Хива и е изоставен.
В началото на 19 век в областта се заселват туркмени, но строят главно извън стария град, използвайки го като гробище. По-късно тази практика се прекратява и се полагат усилия по премахването на надгробните камъни от древната столица.
На югоизток се развива новия град Ургенч, днес в границите на Узбекистан. Едни от първите археологически разкопки на стария град се провеждат от Александър Якубовски през 1929 г.

## Разкопки
Разположен на южния бряг на река Амударя, Кенеургенч в миналото се е намирал на един от най-важните търговски пътища – Пътя на коприната, който е свързвал източните цивилизации със западните. Това прави обекта един от най-значимите в Туркменистан. Той се намира в обширна защитена местност, съдържаща голям брой добре запазени монументи, датиращи от 11 – 16 век. Те включват джамии, кервансараи, крепости, мавзолеи, чийто архитектурен стил и занаятчийство достигат Иран, Афганистан, а по-късно и Моголската империя в Индия.
Градоустройственият план на града е изчезнал, като в днешно време са запазени само някои от монументите му. Те са автентични примери за изящна архитектура и строителни традиции, съществували в продължение на векове. Степента на запазване е различна от постройка до постройка, а по-голямата част от работата по възстановяване е проведена през последните 30 години, използвайки традиционни методи и материали.